# Grzegorz (Kaczan)
'Grzegorz, imię świeckie Jarosław Michajłowycz Kaczan (ur. 11 września 1939 w Zastawcach, zm. 22 listopada 2016) – biskup Ukraińskiego Kościoła Prawosławnego Patriarchatu Kijowskiego.
Absolwent Instytutu Medycyny w Charkowie (1960), pracował w klinice stomatologicznej w Tomakowce od 1960 do 1970, następnie w Marhańcu. Od 1983 do 1985 pracował w cerkwi św. Mikołaja w Nowoworoncowce w charakterze psalmisty. Następnie ukończył moskiewskie seminarium duchowne i trzy lata studiów teologicznych w Moskiewskiej Akademii Duchownej. W 1985 arcybiskup wołyński Damian wyświęcił go na diakona. W tym samym roku przyjął święcenia kapłańskie z rąk biskupa żytomierskiego Jana, został proboszczem cerkwi Opieki Matki Bożej w Peremylu.
10 sierpnia 1995 w soborze św. Włodzimierza w Kijowie został wyświęcony na biskupa melitopolskiego, wikariusza eparchii dniepropetrowskiej i zaporoskiej, w jurysdykcji Ukraińskiego Kościoła Prawosławnego Patriarchatu Kijowskiego. Od 1996 był ordynariuszem eparchii zaporoskiej i melitopolskiej. 13 grudnia 2014 r. przeszedł w stan spoczynku.